# Vrms
vrms (la abreviación de Virtual Richard M. Stallman) es un programa que analiza el conjunto de paquetes instalados en un sistema basado en Debian y que muestra los paquetes instalados que pertenecen a la rama non-free. Los programas obtenidos de la rama non-free no siguen las directrices de software libre de Debian y por lo tanto no pueden ser incluidos en la distribución oficial de Debian. Por cada programa "non-free" instalado, vrms muestra una explicación de por qué no es libre, si esta está disponible.
Esta expicación es usualmente obtenidad de una lista incluida en el paquete instalado, pero otros paquetes pueden añadir listas de explicaciones también.
En versiones futuras de vrms se ha planeado incluir una opción que muestre escritos públicos de Stallman y otras personas explicando por qué el uso de cada uno de los paquetes no libres instalados podrían provocar problemas morales para la comunidad del Software libre, sin embargo esta funcionalidad no está incluida aún.

## Autores
El programa fue escrito por Bdale Garbee y Bill Geddes para el sistema Debian GNU/Linux como respuesta al debate mantenido con Richard Stallman sobre los problemas que acarreaban la disponibilidad de la rama 'non-free' en Debian. Aunque el paquete es en ocasiones controvertido, porque contiene las iniciales de Stallman en su nombre, sigue las definiciones de libertad de software libre de Debian.  La FSF posee una lista del software que no respeta las Directivas de distribución de los sistemas libres.
En 2005, Rogério Brito, motivado por mejorar el estado del paquete, arregló algunos bugs viejos reportados en Debian's Bug Tracking System, y movió el proyecto a un desarrollo cooperativo y más distribuido con una lista de correo, y puso el código fuente en un repositorio Subversion alojado en Alioth's Debian server.

## Ejemplo
Salida de vrms en un sistema con Java 5.0, unrar y VMware Player instalados:
```
               Non-free packages installed on 
localhost

sun-java5-bin             Sun Java(TM) Runtime Environment (JRE) 5.0
sun-java5-demo            Sun Java(TM) Development Kit (JDK) 5.0 demos and examp
sun-java5-jdk             Sun Java(TM) Development Kit (JDK) 5.0
sun-java5-jre             Sun Java(TM) Runtime Environment (JRE) 5.0
unrar Unarchiver for .rar files (non-free version)
  Reason: Modifications problematic
vmware-player             Free virtual machine player from VMware
vmware-player-kernel-modu vmware-player modules for Linux (kernel 2.6.17)

  7 non-free packages, 0.6% of 1218 installed packages.
```

En caso de no tener paquetes privativos instalados en su máquina, vrms dará la siguiente salida:
```
No non-free or contrib packages installed on localhost!  rms would be proud.
```